# Roy Harrod
Sir Roy Forbes Harrod (Londra, 13 febbraio 1900 – Holt, 8 marzo 1978) è stato un economista britannico che nel 1959 assieme a Evsej Domar ha lavorato a un paradigma economico secondo cui l'aumento del reddito deve essere proporzionale a investimenti e risparmio.

## Opere
- International economics, London, Cambridge economic handbooks, 1933.
- The Trade cycle : an essay, New York, Augustus M. Kelley, 1936.
- Keynes' contributions to economics: four views, coautore John Maynard Keynes, Cambridge, Mass., 1946.
- Towards a dynamic economics : some recent developments of economic theory and their application to policy, London, MacMillan, 1948. Trad. italiana: Dinamica economica, Bologna : Il Mulino, 1990.
- The life of John Maynard Keynes, London, Macmillan, 1951. Trad. italiana: La vita di J. M. Keynes, Torino : Einaudi, 1965.
- Economic essays, London, Macmillan, 1952.
- The Dollar : Sir George Watson lectures, London, MacMillan, 1953.
- Foundations of inductive logic, London, Macmillan, 1956.
- Policy against inflation, New York, St. Martin's Press, 1958.
- Alternative methods for increasing international liquidity, London, Robbins, 1961.
- International trade theory in a developing world, coautore Douglas Chalmers Hague, London, Macmillan 1963.
- The British economy, New York, McGraw-Hill, 1963.
- The international monetary Fund, coautore Shigeo Horie, London, Macmillan, 1964.
- Reforming the world's money, London, Macmillan, 1965.
- Towards a new economic policy, New York, A. M. Kelley, 1967. Trad. italiana: Verso una nuova politica economica, a cura di Giacomo Becattini, Firenze, Sansoni, 1969.
- Money, London, Macmillan, 1969. Trad. italiana: Introduzione alla economia monetaria, Torino, Loescher, 1982.
- Sociology, morals and mystery, London, Macmillan, 1971.
- Economics dynamics, London, Macmillan, 1973.